# Аббуд, Камель
Каме́ль Аббу́д (род. 30 сентября 1961) — алжирский боксёр, представитель лёгкой и полусредней весовых категорий. Выступал за сборную Алжира по боксу в конце 1970-х — середине 1980-х годов, бронзовый призёр Средиземноморских игр в Сплите, обладатель серебряной медали Панарабских игр, победитель и призёр турниров международного значения, участник летних Олимпийских игр в Лос-Анджелесе. В 1989 году также непродолжительное время боксировал на профессиональном уровне.

## Биография
Камель Аббуд родился 30 сентября 1961 года.

### Любительская карьера
Первого серьёзного успеха на взрослом международном уровне добился в сезоне 1979 года, когда вошёл в основной состав алжирской национальной сборной и побывал на Средиземноморских играх в Сплите, откуда привёз награду бронзового достоинства, выигранную в лёгкой весовой категории. Также выступил на Кубке президента в Джакарте, где проиграл советскому боксёру Виктору Демьяненко, боксировал на Кубке мира в Нью-Йорке.
В 1981 году одержал победу на Кубке президента в Джакарте, выиграл международный турнир в Белграде, боксировал на чемпионате Международного совета военного спорта в США.
На чемпионате мира 1982 года в Мюнхене уже в 1/16 финала полусреднего веса был остановлен болгарином Рамисом Яшаровым, тогда как на домашнем мировом первенстве среди военнослужащих одолел всех соперников по турнирной сетке и завоевал золотую медаль.
В 1983 году на Средиземноморских играх в Касабланке дошёл до четвертьфинала и проиграл представителю Югославии Сретену Мирковичу. Помимо этого, добавил в послужной список золотую медаль, полученную на Мемориале Феликса Штамма в Польше.
Благодаря череде удачных выступлений Аббуд удостоился права защищать честь страны на летних Олимпийских играх 1984 года в Лос-Анджелесе — в категории до 67 кг благополучно прошёл первого соперника по турнирной сетке, но затем во втором поединке на стадии 1/8 финала потерпел поражение от немца Александра Кюнцлера и выбыл из борьбы за медали.
После лос-анджелесской Олимпиады Камель Аббуд ещё в течение некоторого времени оставался в составе боксёрской команды Алжира и продолжал принимать участие в крупнейших международных турнирах. Так, в 1985 году он выиграл серебряную медаль на Панарабских играх в Марокко, стал серебряным призёром международного турнира в Улан-Баторе, выступил на международном турнире в Венеции.

### Профессиональная карьера
Покинув любительский олимпийский бокс, в 1989 году Камель Аббуд решил попробовать себя среди профессионалов. Тем не менее, большого успеха на профессиональном уровне не добился, провёл только два боя: в одном победил, в другом была зафиксирована ничья.